# Frank L. Smith
Frank L. Smith (Chicago vagy Dwight, 1867. november 24. – Chicago vagy Dwight, 1950. augusztus 30.) az Amerikai Egyesült Államok szenátora (Illinois, 1926–1928).